# Uwe Widmann
Uwe Widmann (* 26. November 1970 in Calw) ist ein ehemaliger deutscher Triathlet.

## Werdegang
Mit 18 Jahren nahm Widmann in Calw erstmals 1988 bei einem Triathlonbewerb teil. 1995 startete er erstmals über die Langdistanz und er war seit 1997 als Profi-Triathlet aktiv.
2013 beendete er mit 43 Jahren seine aktive Karriere und er ist als Trainer aktiv.
Uwe Widmann ist verheiratet und lebt mit seiner Frau in Wiesbaden.

## Sportliche Erfolge
| Datum/Jahr    | Rang | Wettbewerb                 | Austragungsort | Zeit     | Bemerkung                                                                            |
| ------------- | ---- | -------------------------- | -------------- | -------- | ------------------------------------------------------------------------------------ |
| 26. Aug. 2012 | 9    | Trans Vorarlberg Triathlon | Bregenz        | 04:21:00 |                                                                                      |
| 22. Mai 2011  | 7    | Ironman 70.3 Austria       | St. Pölten     | 04:01:26 | [ 3 ]                                                                                |
| 15. Aug. 2010 | 10   | Ironman 70.3 Germany       | Wiesbaden      | 04:19:07 | [ 4 ]                                                                                |
| 16. Aug. 2009 | 8    | Ironman 70.3 Germany       | Wiesbaden      |          |                                                                                      |
| 10. Aug. 2008 | 3    | Ironman 70.3 Germany       | Wiesbaden      |          |                                                                                      |
| 19. Aug. 2007 | 8    | Ironman 70.3 Germany       | Wiesbaden      |          |                                                                                      |
| 1. Aug. 2004  | 4    | HeidelbergMan              | Heidelberg     | 02:09:09 |                                                                                      |
| 26. Juli 2003 | 20   | Alpen-Triathlon            | Schliersee     | 02:08:01 | hinter dem Sieger Hektor Llanos (1,5 km Schwimmen, 40 km Radfahren und 10 km Laufen) |
| 24. Juli 1999 | 20   | Alpen-Triathlon            | Schliersee     | 02:10:06 |                                                                                      |
| 1998          | 1    | HeidelbergMan              | Heidelberg     |          | Sieg auf der Kurzdistanz (1,7 km Schwimmen, 36 km Radfahren und 10 km Laufen)        |

| Datum/Jahr    | Rang | Wettbewerb                                      | Austragungsort    | Zeit     | Bemerkung |
| ------------- | ---- | ----------------------------------------------- | ----------------- | -------- | --- |
| 7. Juli 2013  |      | Ironman Germany                                 | Frankfurt am Main | 09:40:35 | |
| 10. Apr. 2011 | 7    | Ironman South Africa                            | Port Elizabeth    | 08:33:39 | |
| 6. Juli 2008  | 9    | Ironman Germany                                 | Frankfurt am Main |          | |
| 1. Nov. 2008  | 5    | Ironman Florida                                 | Panama City       |          | |
| 2. Dez. 2007  | 6    | Ironman Western Australia                       | Busselton         |          | |
| 1. Juli 2007  | 8    | Ironman Germany                                 | Frankfurt am Main |          | |
| 23. Juli 2006 | 4    | Ironman Germany                                 | Frankfurt am Main |          | [ 5 ] |
| 15. Okt. 2005 | 15   | Ironman Hawaii                                  | Hawaii            |          | drittbester Deutscher |
| 10. Juli 2005 | 7    | Ironman Germany                                 | Frankfurt am Main |          | |
| 16. Okt. 2004 | 13   | Ironman Hawaii                                  | Hawaii            |          | |
| 11. Juli 2004 | 5    | Ironman Germany                                 | Frankfurt am Main |          | |
| 7. Sep. 2003  | 3    | Ironman Wisconsin                               | Madison           |          | |
| 13. Juli 2003 | 7    | Ironman Germany                                 | Frankfurt am Main |          | |
| 18. Aug. 2002 | 3    | Ironman Germany                                 | Frankfurt am Main |          | |
| 26. Mai 2001  | 7    | Ironman Brasil                                  | Florianópolis     |          | |
| 9. Juli 2000  | 4    | Ironman Europe                                  | Roth              |          | |
| 6. Nov. 1999  | 5    | Ironman Florida                                 | Panama City       |          | |
| 18. Okt. 1997 | 31   | Ironman Hawaii                                  | Hawaii            |          | |
| 3. Aug. 1997  | 5    | Ironman Switzerland                             | Zürich            |          | Bei seinem ersten Start bei einem Triathlon über die Lang- oder Ironman-Distanz (3,86 km Schwimmen, 180,2 km Radfahren und 42,195 km Laufen) konnte sich Uwe Widmann für einen Startplatz beim Ironman Hawaii qualifizieren. |
| 7. Sep. 1996  | 21   | ITU Long Distance Triathlon World Championships | Muncie            |          | |